# Даниловичи (Ветковский район)
Даниловичи (бел. Данілавічы) — агрогородок в Даниловичском сельсовете Ветковского района Гомельской области Беларуси. Административный центр Даниловичского сельсовета.
Неподалёку есть залежи глины.

## География

### Расположение
В 17 км на северо-запад от Ветки, 20 км от Гомеля, 13 км от железнодорожной станции Костюковка (на линии Жлобин — Гомель).

### Гидрография
На востоке мелиоративные каналы.

## Транспортная сеть
Автодорога связывает агрогородок с Веткой. Планировка состоит из дугообразной широтной улицы, к которой с юго-востока присоединяется короткая улица, а на севере расположены две параллельные между собой улицы, соединенные дорогой. Застройка двусторонняя, деревянная, усадебного типа.

## История
Первые письменные сведения о деревне относятся к XIV веку, когда она входила в Черниговское княжество. В 1432 году великий князь литовский Свидригайло Ольгердович подарил деревню А. Юновичу. В 1483 году упоминается как село в ВКЛ, подарено князю Можайскому, с 1492 года во владении А. Богдановой, в Речицком повете Минского воеводства Великого княжества Литовского. В 1508 году упомянута как селение на границе из Московским государством. Согласно ревизии Гомельского староства в 1640-х годах 8 дымов, 9 волов, 6 лошадей. В 1752 году упоминается в актах Главного Литовского трибунала.
После 1-го раздела Речи Посполитой (1772 год) в составе Российской империи, центр староства в Речицком повете, принадлежала Радзивиллам, в 1773 году объединяла 7 деревень с 672 хозяйствами. В 1785 году во владении дворянина И. Козлова. С 1816 года действовала Николаевская церковь. Во 2-й половине XIX века открыто народное училище (в 1889 году 39 учеников). Действовал хлебозапасный магазин. Согласно переписи 1897 года располагались: церковь, народное училище, винная лавка, трактир. В 1909 году в Поколюбичской волости Гомельского уезда Могилёвской губернии 1113 десятин земли.
С 8 декабря 1926 года центр Даниловичского сельсовета Гомельского, с 10 февраля 1931 года Ветковского, с 25 декабря 1962 года Гомельского, с 6 января 1965 года Ветковского районов Гомельского (до 26 июля 1930 года) округа, с 20 февраля 1938 года Гомельской области.
В 1930 году создан колхоз «Коминтерн», в 1936 году начал работать кирпичный завод, в 1940 году — кузница. Во время Великой Отечественной войны в боях за освобождение деревни в ноябре 1943 года погибли 19 советских солдат 4-й стрелковой дивизии (похоронены в братской могиле около школы). Освобождена 22 ноября 1943 года. На фронтах и в партизанской борьбе погибли 98 жителей, в память о погибших в 1975 году в центре деревни установлен мемориальный знак. В 1959 году центр колхоза имени И. С. Лебедева. Размещены начальная школа, Дом культуры, библиотека, школа-сад, фельдшерско-акушерский пункт, магазин, отделение связи.
В состав Даниловичского сельсовета до 1974 года входил не существующий в настоящее время посёлок Новолёдовский.

## Население

### Численность
- 2004 год — 155 хозяйств, 374 жителя.

### Динамика
- 1881 год — 75 дворов, 433 жителя.
- 1897 год — 123 двора, 616 жителей (согласно переписи).
- 1909 год — 133 двора, 878 жителей.
- 1940 год — 212 дворов 948 жителей.
- 1959 год — 659 жителей (согласно переписи).
- 2004 год — 155 хозяйств, 374 жителя.
- 2014 год — 386 жителей.

## Культура
- Музейная комната ГУО «Даниловичская начальная школа»

## Достопримечательность
- Братская могила (1943) —  Историко-культурная ценность Республики Беларусь, шифр 313Д000152